# Trinh Thuần Vương hậu
Trinh Thuần Vương hậu (chữ Hán: 貞純王后; Hangul: 정순왕후; 10 tháng 11 năm 1745 - 12 tháng 1 năm 1805), còn gọi theo tôn hiệu Duệ Thuận Đại phi (睿順大妃), là Vương hậu thứ hai của Triều Tiên Anh Tổ, Đích tổ mẫu trên danh nghĩa của Triều Tiên Chính Tổ và trở thành nhiếp chính vào giai đoạn (1800 - 1803) cho Vương tằng tôn là Triều Tiên Thuần Tổ.
Đương thời, bà với Chính Tổ Đại vương cực kỳ mâu thuẫn trong việc triều chính, và theo dã sử bà đã nhiều lần âm mưu sát hại Chính Tổ nhưng bất thành, bị giam lỏng trong nội cung suốt thời gian trị vì của Chính Tổ. Đến những năm Thuần Tổ Đại vương kế vị, bà trở lại chính trường với việc Thùy liêm thính chánh (垂簾聽政). Khi nhiếp chính, bà đã chịu trách nhiệm về cuộc đàn áp Thiên Chúa giáo vào năm 1801, gọi là Tân Dậu tà ngục (辛酉邪獄; 신유박해).
Bà cùng với Trang Liệt Vương hậu Triệu thị trở thành 2 vị Vương hậu giữ vị trí tối cao trong Nội cung, nhưng không có quan hệ máu mủ với vị quốc vương đang tại vị. Nhưng theo luật lệ, bà vẫn là Đích tổ mẫu của Chính Tổ Đại vương, và là Đích tằng tổ mẫu của Thuần Tổ Đại vương.

## Tiểu sử
Trinh Thuần Vương hậu sinh ra ở tư thất tại Ly Châu, vào những năm Triều Tiên Anh Tổ thứ 21. Bà là con gái của Ngao Hưng phủ viện quân Kim Hàn Trụ (鰲興府院君金漢耈) và Nguyện Phong phủ phu nhân Nguyên thị ở Nguyên Châu (原豊府夫人原州元氏).
Vương hậu xuất thân trong gia tộc Khánh Châu Kim thị (慶州金氏), một gia tộc danh giá giàu có; quan hệ huyết thống với vương tộc Tân La thời Tam Quốc Triều Tiên. Dòng tộc Khánh Châu Kim thị của bà có 2 vị Vương hậu đều nổi tiếng và đạt tầm ảnh hưởng khá cao trong lịch sử vương thất Nhà Triều Tiên là Nhân Nguyên Vương hậu và Trinh Thuần Vương hậu.

## Quốc mẫu
Năm 1757, Trinh Thánh Vương hậu Từ thị của Anh Tổ qua đời, theo lệnh cấm của Túc Tông Tiên vương thì không thể lập hậu cung tần ngự lên vị trí Kế phi, do đó Anh Tổ đại vương phải tìm tiểu thư danh giá khác trong hàng quý tộc lớn.
Năm 1759, phát lệnh Giản trạch lệnh (揀擇令), Kim thị năm đó 15 tuổi đã trúng tuyển và sách lập làm Vương phi. Vào lúc ấy, Anh Tổ đại vương đã 66 tuổi, trong khi Kế phi Kim thị chỉ mới 15 tuổi, còn trẻ hơn con trai lớn của Anh Tổ là Trang Hiến Thế tử đến 10 tuổi. Mối quan hệ giữa bà với Thế tôn Lý Toán cực kỳ bất đồng, nên bà đã cùng anh trai mình là Kim Quy Trụ (金龜柱) lập mưu ám hại và phế truất Thế tôn.
Năm 1776, Anh Tổ thăng hà sau 52 năm trị vì, trong suốt thời gian làm Kế phi của Anh Tổ, bà không có người con nào với nhà vua. Năm đó, Vương thế tôn Lý Toán kế vị, tức Triều Tiên Chính Tổ, Kế phi Kim thị tấn phong làm Vương đại phi (王大妃). Trong suốt thời gian Chính Tổ tại vị, bà bị giam lỏng và khống chế suốt, không can thiệp vào chính sự vì mối bất hòa giữa bà và Chính Tổ.
Năm 1800, Chính Tổ đại vương thăng hà, con trai là Thế tử Lý Công kế vị, tức Triều Tiên Thuần Tổ. Khi lên ngôi bảo tọa, Thuần Tổ đại vương chỉ mới 11 tuổi, lúc này Trinh Thuần Vương hậu với danh phận Đại vương đại phi (大王大妃) đã chính thức Thùy liêm thánh chính (垂簾聽政), nắm đại quyền tối cao của Triều Tiên bấy giờ. Trong thời gian bà nhiếp chính, đã xảy ra Tân Dậu tà ngục (辛酉邪獄) đàn áp tàn khốc rất nhiều người theo đạo Thiên Chúa giáo. Đến năm 1803, vào tháng 12, Đại vương đại phi quyết định quy chánh, trả quyền lực về cho Thuần Tổ.
Năm 1805, ngày 12 tháng 1, Đại vương đại phi Kim thị qua đời tại Cảnh Phúc điện trong khuôn viên Xương Đức Cung (昌德宮景福殿), hưởng thọ 60 tuổi. Bà được an táng cùng với Triều Tiên Anh Tổ tại Nguyên lăng (元陵, Wonreung).

## Thụy hiệu
- Yesun Seongcheol Janghui Hyeig Ryeolmyeong Seonkyeong Qwangheon Yongin Jeonghyeon Sosuk Jeongheon Jeongsun Wanghu.
- 睿順聖哲莊僖惠徽翼烈明宣綏敬光獻隆仁正顯昭肅靖憲貞純王后.
- Duệ Thuận Thánh Triết Trang Hi Huệ Hi Dực Liệt Minh Tuyên Tuy Kính Quang Hiến Long Nhân Chính Hiển Chiêu Túc Tĩnh Hiến Trinh Thuần Vương Hậu.
- 예순성철장희혜휘익렬명선수경광헌융인정현소숙정헌정순왕후.

## Gia thế
- Cao tổ phụ: Hoàng Giản huyện giám, tặng Lại tào phán thư Kim Quý Trân (金季珍; 1646 - 1709).
- Cao tổ mẫu: Cư Xương Thận thị (居昌愼氏).
  - Tằng tổ phụ: Tặng tả tán thành Kim Đỗ Quang (金斗光; 1604 - 1702).
  - Tằng tổ mẫu: Trinh Kính phu nhân Toàn Châu Lý thị (貞敬夫人全州李氏; 1672 - 1720).
    - Tổ phụ: Hộ tào tham nghị, tặng Lãnh nghị chánh Kim Tuyển Khánh (金選慶; 1699 - 1760).
    - Tổ mẫu: Trinh Kính phu nhân Nam Dương Hồng thị (貞敬夫人南陽洪氏, 1704 - 1754).
      - Thúc phụ: Tấn điện đô giám đề điều, Tri trung xu phủ sự Kim Hán Kì (金漢耆; 1728 - 1792).
      - Thân phụ: Lĩnh đôn ninh phủ sự, Ngao Hưng phủ viện quân, tặng Lĩnh nghị chánh Trung Hiến công Kim Hàn Trụ (鰲興府院君贈領議政忠憲公金漢耉; 1723 - 1769).
      - Thân mẫu: Nguyên Phong phủ phu nhân Nguyên Châu Nguyên thị (原豊府夫人原州元氏; 1722 - 1769).
        - Anh trai: Lại tào phán thư Kim Quy Trụ (金龜柱; 1740 - 1786).

    - Ngoại tổ phụ: Trấn Xuyên huyện giám, tặng Phán thư Nguyên Mệnh Tắc (元命稷; 1683 - 1725).
    - Ngoại tổ mẫu: Trinh phu nhân Đức Thủy Lý thị (貞夫人德水李氏; 1682 - 1718).

## Trong văn hoá đại chúng
- Thể hiện bởi Kim Yong-sun trong bộ phim truyền hình của đài MBC sản xuất năm 1988–1989 The Memoirs of Lady Hyegyeong.
- Thể hiện bởi Kim Ja-ok trong bộ phim truyền hình của đài KBS1 sản xuất năm 1991 The Royal Way.
- Thể hiện bởi Lee In-hye trong bộ phim truyền hình của đài MBC sản xuất năm 1998 The King's Road.
- Thể hiện bởi Kim Yeong-ran trong bộ phim truyền hình của đài KBS2 sản xuất năm 2000 Novel: Admonitions on Governing the People
- Thể hiện bởi Yeom Ji-yoon trong bộ phim truyền hình của đài MBC sản xuất năm 2001 Hong Guk-yeong.
- Thể hiện bởi Kim Ae-ri trong bộ phim truyền hình của đài KBS sản xuất năm 2007 Conspiracy in the Court
- Thể hiện bởi Kim Hee-jong trong bộ phim truyền hình của đài CGV  sản xuất năm 2007 TV series Eight Days, Assassination Attempts against King Jeongjo.
- Thể hiện bởi Kim Yeo-jin trong bộ phim truyền hình của đài MBC sản xuất năm 2007–2008 Lee San, Triều đại Chosun.
- Thể hiện bởi Yoon Min-ju trong tác phẩm nhạc kịch năm 2007 King Jeongjo
- Thể hiện bởi Im Ji-eun trong bộ phim truyền hình của đài SBS sản xuất năm 2008 Họa sĩ gió.
- Thể hiện bởi Geum Dan-bi trong bộ phim truyền hình của đài SBS sản xuất năm 2011 Chiến binh Baek Dong-soo.
- Thể hiện bởi Ha Seung-ri trong bộ phim truyền hình của đài SBS sản xuất năm 2014 Secret Door.
- Thể hiện bởi Han Ji-min trong bộ phim điện ảnh sản xuất năm 2014 The Fatal Encounter.
- Thể hiện bởi Seo Ye-ji trong bộ phim điện ảnh sản xuất năm 2015 Bi kịch triều đại.
- Thể hiện bởi Jang Hee-jin trong bộ phim truyền hình của đài MBC sản xuất năm 2021 Viền đỏ trên tay áo.